# Filareta (Kałaczowa)
Filareta, imię świeckie Oksana Wiktorowna Kałaczowa (ur. 20 marca 1968 w Kujbyszewie) – rosyjska mniszka prawosławna, przełożona Monasteru Piuchtickiego.

## Życiorys
Wykształcenie średnie uzyskała w rodzinnej Samarze. W latach 1985–1987 pracowała jako laborantka w laboratorium sanitarno-technicznym fabryki im. Maslennikowa w tym samym mieście. Następnie rozpoczęła studia na wydziale biologii Uniwersytetu w Samarze. Ukończyła je w 1992, uzyskując dyplom ze specjalnością genetyka i embriologia. W tym samym roku wstąpiła jako posłusznica do Piuchtickiego Monasteru Zaśnięcia Matki Bożej. Śluby w riasofor złożyła w 1993, zaś 21 marca 2002 została postrzyżona na mniszkę mantijną, przyjmując imię Filareta na cześć św. Filareta, metropolity moskiewskiego.
W 2011 została przełożoną Piuchtickiego Monasteru Zaśnięcia Matki Bożej i otrzymała godność ihumeni.